# Ameronothrus nidicola
Ameronothrus nidicola är en kvalsterart som beskrevs av Sitnikova 1975. Ameronothrus nidicola ingår i släktet Ameronothrus och familjen Ameronothridae. Inga underarter finns listade i Catalogue of Life.